# John W. Thompson
John W. Thompson (* 24. dubna 1949 ve Fort Dix v New Jersey) je bývalý viceprezident IBM, CEO firmy Symantec a nynější předseda výkonné rady Microsoftu. Studoval na Florida Agricultural and Mechanical University a studia dokončil v roce 1971. Titul MBA získal na MIT Sloan School of Management v roce 1983.